# ミュゥモ
ミュゥモ (mu-mo) はエイベックス・デジタル株式会社が運営する会員制有料音楽配信サイトである。エイベックス・デジタル株式会社はエイベックス株式会社の100%子会社である。また「ミュゥモ」 は、エイベックス株式会社の登録商標である。

## 概要
- 2007年4月、エイベックス・マーケティング・コミュニケーションズ株式会社とエイベックス ネットワーク株式会社が合併。エイベックス・マーケティング株式会社に商号変更。2014年7月、エイベックス・ミュージック・クリエイティヴに商号変更。
- オンラインでの楽曲データやCD・DVD、アーティストグッズなどの販売。
- 招待制ソーシャル・ネットワーキング・サービス。（2011年3月をもって終了）
- かつてはアフィリエイト型音楽配信サービス｢ミュゥモ・ミュージックガジェット」を開始していたが、後述の「mu-moミュージック」が「mora win」に販売楽曲を共有したことに伴い事実上終了した。
- 2021年1月、新CI導入。現在のロゴは3代目となる。

## 事業
- mu-moケータイサイト - 着メロ、着うた、着うたフル及びアーティストのFlash、デコメやゲームなどのダウンロード。
  - めろ♪mu-mo - 着信メロディ
  - うた♪mu-mo - 着うた
  - うたBOX♪mu-mo
  - フル♪mu-mo - 着うたフル
  - コール♪mu-mo - 呼び出し音
  - ビデオ♪mu-mo - ビデオクリップ配信。2009年7月に3キャリア対応[1]。2009年7月現在、約500組・約3000曲を配信。
    - mu-moてれび - ストリーミング配信。NTTドコモ、ソフトバンク限定。
- mu-moミュージック（音楽/動画配信）
各種ポータブルプレーヤー対応音楽・動画データのダウンロード。2006年7月に終了した「@MUSIC｣、「@MUSICミュゥモ」の事業を引き継いでいたが、2009年1月より「mora win」に販売楽曲と決済を共有化した。
2012年3月29日をもってmora winがサービス終了となるのに伴い、mu-moミュージックも同日にて終了となる[2]。
- mu-moショップ（CD/DVD/グッズ）
例：秋山莉奈リアルフィギュア、T-ROCKS江口寿史 白ワニTシャツ、浜崎あゆみ ayupanフィギュア 他の販売。2005年にエイベックス ネットワークに合併されたハウディ・インターナショナル（当時の名称はショッピングアリーナ）の流れで運営している。 なお、マーチャンダイジング事業は2014年8月にエイベックス・ライブ・クリエイティヴに移管されたが、特定商取引法に基づく表示はAMCのままである。
- mu-moフレンズ（招待制ソーシャル・ネットワーキング・サービス） - 2011年3月をもって終了
例：公式コミュニティ「オフィシャル・パーティ」。TRF、MAY、kannivalism、WEST GATE 他のアーティストが参加するSNS。
- mu-moファンクラブ
例：hitomi、globe、Every Little Thing、BoA 他のオンラインファンクラブサイト。
- mu-mo エンタメニュース
例：音楽、映画、テレビ、トピックスから、ライブレポートやアーティストのインタビューまで、PC・携帯向け無料エンタメニュースサイト。iPhoneへは、同名のアプリとして提供。